# 天主教奥萨斯库教区
天主教奧薩斯庫教區（拉丁語：Dioecesis Osascana），是巴西一個天主教教區，位於東南部聖保羅州東南部。屬聖保羅總教區。
教區成立於1989年3月15日。2004年有教友1,786,419人，佔總人口82.7%。有五十四個堂區、司鐸九十四人。現任教區主教為埃爾西里奧·圖爾科。